# Mester de clerecía

Mester traigo fermoso, non es de joglaría
mester es sin pecado, ca es de clerezía
fablar curso rimado por la cuaderna vía
a sílabas cuntadas, ca es grant maestría.
Libro de Alexandre, vv. 5-8.

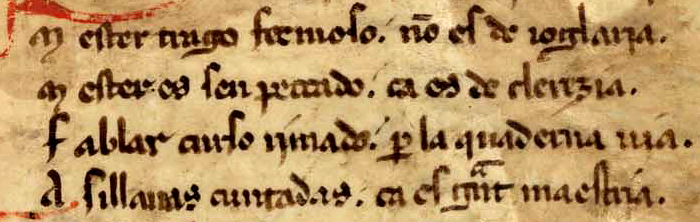
Segunda estrofa del Libro de Alexandre, primer tercio del siglo XIII, cuyo texto se ha tenido por la declaración de principios del mester de clerecía: Mester traigo fermoso, non es de joglaría
mester es sin pecado, ca es de clerezía
fablar curso rimado por la cuaderna vía
a sílabas cuntadas, ca es grant maestría.

El mester de clerecía es una literatura medieval compuesta por clérigos, es decir, hombres instruidos y no necesariamente sacerdotes (podían ser nobles, como Pedro López de Ayala, judíos, como Sem Tob, o musulmanes, como el anónimo autor del Poema de Yusuf), que poseían unos conocimientos superiores a los del trivium o triviales, la enseñanza elemental de la época. Estos clérigos habían cursado, en cambio, los altos estudios de entonces, es decir, la educación superior derivada del quadrivium, de donde podría provenir la expresión cuaderna vía, que sirvió para llamar a su estrofa característica: el tetrástrofo monorrimo.

## Los tres mesteres
Mester viene del latín ministerium (oficio); la Edad Media, rigurosamente jerarquizada en tres estamentos o estados, la plebe, la nobleza y el clero, se vio representada en el ámbito literario por tres mesteres que emanaban de esos sectores de la sociedad, laboratores o trabajadores siervos y vasallos del señor, oratores o clérigos y defensores o militares.
El mester de juglaría era el más popular, aunque no tanto que sus autores no hubieran recibido una formación bastante superior a la normal: la verdadera literatura tradicional del pueblo iletrado y analfabeto era entonces oral y principalmente lírica, mientras que los juglares divulgaban poemas narrativos de tema guerrero compuestos por gente letrada, verdaderos autores de cantares de gesta, destinando este producto a un público muy vario y poco escogido en las plazas de los pueblos o de los castillos, con un estilo de verso irregular y anisosilábico de rima asonante en largas tiradas monorrimas, con habitual esticomitia y una retórica sencilla, de forma semirrepresentada.
El mester de cortesía, menos articulado que los otros, nació, por el contrario, en el seno de la Corte, en las chancillerías regias, y utilizó siempre la forma de la prosa para ámbitos legales y cortesanos, con la intención educativa de formar nobles y políticos que pudiesen prosperar en las difíciles condiciones de la revuelta Edad Media española; a esta intención responden las numerosas compilaciones de cuentos, las obras históricas y los diversos escritos de Don Juan Manuel y otros escritores en castellano y latín.
El mester de clerecía se engendró, por el contrario, en ámbitos eclesiásticos y religiosos más cultos, como los estudios generales o las escuelas catedralicias o monacales, y utilizaba un vocabulario amplio, preñado de cultismos y colores retóricos, estrofismo y no tiradas, verso regular e isosilábico y una rima más exigente, la consonante, con temas no guerreros sino religiosos y morales y una conciencia clara de querer hacer "otra cosa" que los juglares, aunque con frecuencia tomaron algunos procedimientos estilísticos de los juglares, que ya habían configurado una cierta tradición literaria que contribuyeron a enriquecer.
El mester de clerecía, sin embargo, es una denominación que posee dos sentidos, uno restringido y más homogéneo y otro amplio más heterogéneo. El sentido restringido, señala solo a un grupo de obras de características muy definidas que siguen la estela del Libro de Aleixandre: el Libro de Apolonio y las hagiografías de Gonzalo de Berceo, solamente. El sentido más lato, tiene que ver con todas las derivaciones ulteriores que adaptaron este modelo a otras condiciones sociales y mentalidades: el Libro de Buen Amor, el Rimado de Palacio, el Poema de Fernán González, los Proverbios morales, el Poema de Yusuf etcétera. Esta segunda agrupación es más extensa y heterogénea.

## Cronología
El mester de clerecía es propio de los siglos XIII y XIV, aunque en el siglo XV todavía aparecen obras epigonales inspiradas en esta escuela.
Las primeras producciones de este movimiento fueron el Libro de Apolonio y el Libro de Alexandre, en cuya segunda estrofa se explicita el manifiesto de esta nueva escuela poética:
Gonzalo de Berceo, principal autor de esta escuela, siguió principalmente el modelo propuesto por la obra maestra del género, el Libro de Alexandre, que incluso pudo componer él mismo o un tal Juan Lorenzo de Astorga. Se educó en los estudios generales (antecedente de las modernas universidades) de Palencia, donde adquirió una sólida cultura. No fue fraile, como se suele creer, sino clérigo y notario eclesiástico de los monasterios de Santo Domingo de Silos y San Millán de la Cogolla, y compuso sus poemas hagiográficos con la intención, más práctica que piadosa, de fomentar las peregrinaciones a las reliquias que se veneraban en ambos lugares. Los autores de la cuaderna vía (quadrivium) quisieron desmarcarse de la métrica irregular del mester de juglaría, pero recurrieron a veces a sus recursos de estilo para poder ser entendidos, ya que la elevada materia que trataban les exigía civilizar el lenguaje e introducir numerosos cultismos enrareciendo la lengua popular. El mester de Clerecía es, pues, una de las tres grandes escuelas literarias de entre los siglos XIII y XIV, además del mester de juglaría y el mester de cortesía.
Una evolución ulterior del mester de clerecía en el siglo XIV procuró renovar algo la monótona estrofa de la cuaderna vía con ocasionales versos de quince o dieciséis sílabas, en los que aparecen hemistiquios de ocho, o incluso estrofas enteras de dieciséis sílabas; por otra parte se intercalan además composiciones en zéjel, o se recurre, siempre con la intención de aliviar la monotonía métrica, a las rimas internas en los hemistiquios, lo que fue una contribución de Sem Tob; por otra parte se renovaron también los temas añadiéndose los profanos a los religiosos y morales. Se alcanzó una mayor individualidad artística recurriéndose, al contrario que en el siglo anterior, a algunas fuentes propias y a la experiencia del autor, que empieza a ser artista en vez de artesano. Las fuentes se manejan con mayor libertad y ya no se traducen y amplifican servilmente. Es más, se añadió cierta crítica social consecuente con las tensiones que estaban disolviendo la Edad Media y que provenían en última instancia del desarrollo de la burguesía; así se deja ver en la sátiras contra el poder igualador del dinero que permite quebrar las barreras entre estamentos que hace Juan Ruiz en su Libro de buen amor, o la invectiva contra los mercaderes que engañan para enriquecerse que se contiene en el Rimado de Palacio del canciller Pedro López de Ayala.
Por último, en el siglo XV se generaliza la cuaderna vía de versos de dieciséis sílabas, se abandonan las innovaciones métricas y se vuelve a los temas morales y religiosos de la primera época.

## Características
- Son obras elaboradas por hombres instruidos y clérigos que utilizan colores de la retórica y un vocabulario con frecuentes cultismos (palabras extraídas directamente del latín sin cambio).
- Tratan temas religiosos e historiográficos con fin moralizador, tomados de otras fuentes (obras latino-medievales casi siempre).
- Se crean para entretener (delectare) y enseñar (docere) a la gente (ver estrofa 3 del Libro de Alexandre) e impulsarla (movere) a la virtud y a la piedad.
- Están escritas en verso regular, preferentemente alejandrino o de catorce sílabas dividido en dos hemistiquios isométricos de siete sílabas cada uno y separados por una pausa fuerte o cesura, al contrario que el mester de juglaría, que utiliza versos irregulares y anisosilábicos y hemistiquios heterométricos.
- Utilizan la rima más difícil y exigente, la consonante, frente al mester de juglaría, que utiliza la rima asonante, y el mester de cortesía, que utiliza preferentemente la prosa.
- Usan como esquema métrico preferente el tetrástrofo monorrimo, y ya en el siglo XIV otros metros para dar variedad a la monotonía estrófica, principalmente zéjeles o variantes de la cuaderna vía, como Sem Tob.
- Ausencia de asuntos heroicos. A diferencia del mester de juglaría, los autores de este tratan asuntos religiosos, ascéticos. Únicamente una obra en esta corriente desarrolla un tema épico.
- Conciencia y voluntad de estética culta (mester fermoso). Los versos del mester de clerecía están hechos para ser recitados

## Evolución
La evolución temática y formal del mester de clerecía refleja la evolución de la sociedad de su tiempo: de un seguimiento estricto, traducción o amplificación de las fuentes, monometría y temas predominantemente religiosos y morales en el siglo XIII, se pasa a una creación más original y libre, a la polimetría y a la apertura a los temas profanos en el siglo XIV (buen ejemplo es el arcipreste de Hita). Posteriormente, en el siglo XV, tras la Peste negra, el Cisma de Occidente y el nacimiento de la Devotio moderna, se vuelve a una religiosidad lúgubre y a la monometría, pero ahora en cuadernas vías con versos de dieciséis sílabas (ya usadas en la centuria anterior).

## Obras en cuaderna vía
- Libro de Apolonio
- Libro de Alexandre, atribuido a Juan Lorenzo de Astorga o a Gonzalo de Berceo.
- Poema de Fernán González, refundición en cuaderna vía de un cantar de gesta.
- Castigos y ejemplos de Catón
- Poema de Yuçuf
- Coplas de Yoçef
- Proverbios morales de Sem Tob (o Santob)
- Vida de San Ildefonso del beneficiado de Úbeda.
- Libro de miseria de omne, anónimo.
- Proverbios en rimo del sabio Salomón, rey de Israel, atribuido al canciller Pedro López de Ayala.
- Rimado de Palacio de Pedro López de Ayala, canciller de Castilla e historiador.
- Obras de Gonzalo de Berceo: Milagros de Nuestra Señora, Vida de San Millán, Vida de Santa Oria, Vida de Santo Domingo de Silos, Martirio de San Lorenzo, Signos que aparescerán antes del Juicio, Loores de Nuestra Señora, Del sacrificio de la Misa, Duelo que fizo la Virgen María.
- Libro de buen amor, de Juan Ruiz, arcipreste de Hita..

## Obras en otros metros
Por otra parte, existe un cierto número de obras que no utilizan la cuaderna vía y pueden considerarse también dentro del mester: Razón de amor con los denuestos del agua y del vino, ¡Ay Jherusalem!, Vida de Santa María Egipcíaca, Elena y María, Libro de la infancia y muerte de Jesús o de los tres reyes de oriente y la Historia troyana polimétrica entre otros.

## Obras fragmentarias
Solo se han conservado fragmentos de varias obras: un Cantar del rey don Alonso, sobre el rey sabio y sus conflictos con Sancho IV, unos himnos al Oficio de la Pasión, unas Horas del Espíritu Santo, unos Gozos de la Virgen y una Oración a Santa Magdalena, de los siglos XIII o XIV.

## Obras perdidas
Se ha perdido un cierto número de obras que pueden clasificarse dentro de la escuela; así, por ejemplo, un episodio amplificado de la vida de Alejandro Magno titulado Los votos del Pavón, que conoció y leyó don Íñigo López de Mendoza y cuyo rastro se pierde en sus manos; una Vida de Santo Toribio de Liébana, de la que solo podemos imaginarnos cómo era por algunas de sus escenas que al parecer están representadas en los capiteles del ábside central de la iglesia de dicho monasterio, así como por distintas vidas que han quedado del santo en prosa; y una Vida de Santo Domingo de Guzmán. Más dudosa es la existencia de una Traslación de los mártires de Arlanza por Gonzalo de Berceo.